# ألبرت س. مارتن سينيور
ألبرت س. مارتن سينيور (بالإنجليزية: Albert C. Martin, Sr.) هو مهندس معماري ومهندس أمريكي، ولد في 16 سبتمبر 1879 في لاسال في الولايات المتحدة، وتوفي في 9 أبريل 1960 في لوس أنجلوس في الولايات المتحدة.